# Rory Block

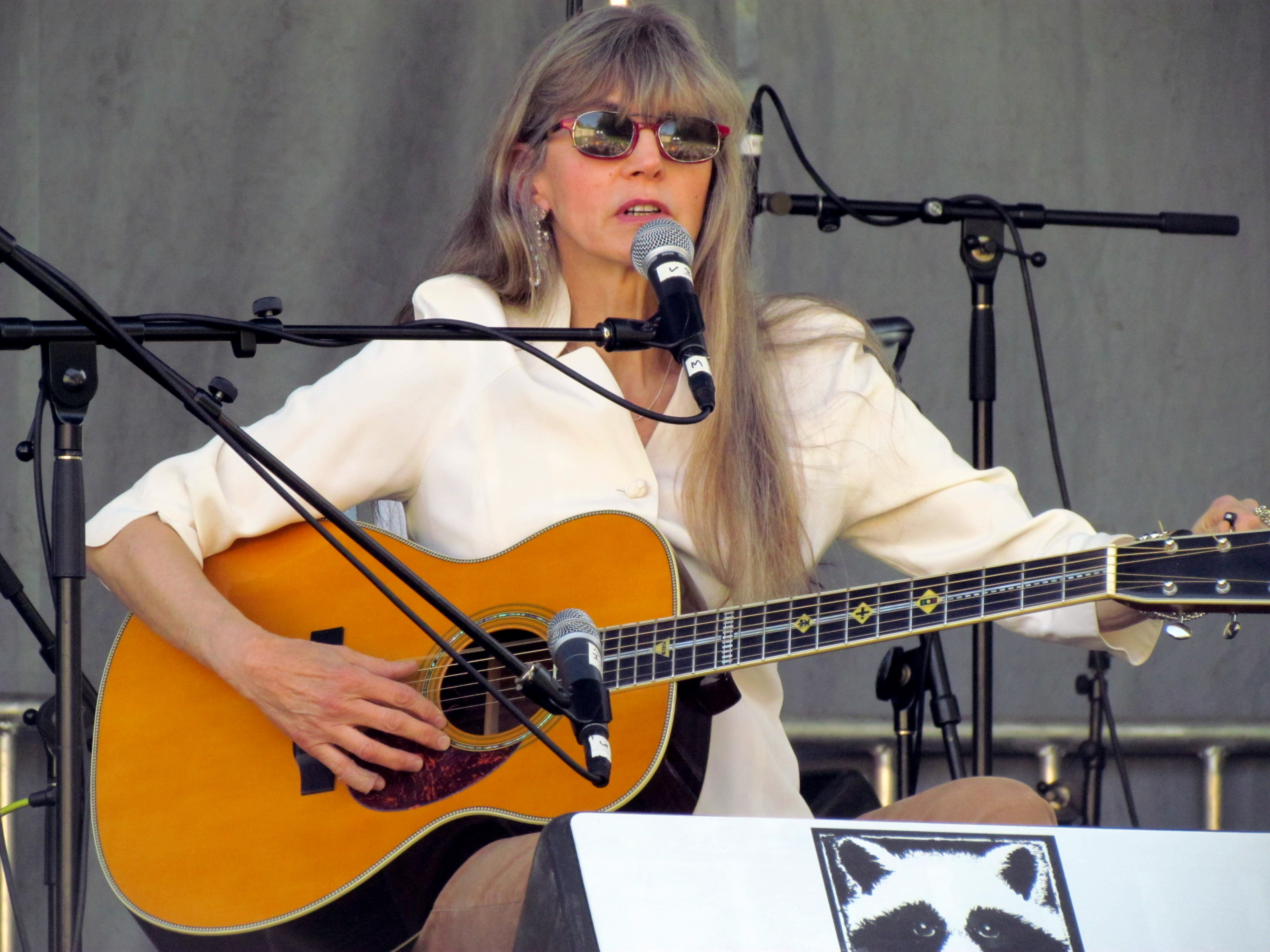
Rory Block, 2014

Aurora „Rory“ Block (* 6. November 1949 in Princeton, New Jersey) ist eine US-amerikanische Blues-Gitarristin, Sängerin und Songwriterin.

## Leben
Rory Block wurde 1949 in Princeton, New Jersey, geboren und wuchs in Manhattan auf. Ihr Vater Allan Block betrieb in den 1960er Jahren ein Sandalen-Geschäft in Greenwich Village, das sich dank seiner Aktivitäten als Musiker zu einem der Zentren der dortigen Folk-Musik-Szene entwickelte. Die ständige Anwesenheit von Folk-Künstlern in ihrem Elternhaus machte einen solchen Eindruck auf sie, dass sie bereits als Kind begann, das Gitarrespiel zu erlernen (und zwar zunächst klassische Gitarre). Ungefähr mit 14 fing sie dann an, sich speziell für den Delta Blues zu begeistern und studierte die seinerzeit bereits erhältlichen Langspielplatten mit Vorkriegs-Aufnahmen ihrer schwarzen Vorbilder, indem sie die Stücke transkribierte und auf diese Weise bald Note für Note nachspielen konnte. Mit 15 verließ sie ihr Zuhause, um – zusammen mit Stefan Grossman – den damals gerade „wiederentdeckten“ Bluesmusikern wie Mississippi John Hurt, Reverend Gary Davis und Son House zu begegnen und durch diese Kontakte die traditionelle Spielweise weiter zu perfektionieren. Später zog sie nach Kalifornien, wo sie in Clubs und Kaffeehäusern auftrat.
Nachdem sie ihre Karriere zeitweise unterbrochen hatte, um ihre beiden Söhne großzuziehen, erneuerte sie ihr musikalisches Engagement in den 1970er Jahren mit wenig zufriedenstellendem Erfolg, da die zunächst involvierten Plattenlabel sie dem damals grassierenden Disco-Stil zuordneten. Erst als sie 1981 einen Plattenvertrag mit Rounder Records abschloss, die sie ermunterten, ihrer Vorliebe für den Blues treu zu bleiben, änderte sich das. Seitdem hat sie eine ihr eigene musikalische Nische besetzt, indem sie auf einer Vielzahl von Alben sowohl traditionelle Country Blues – darunter viele Stücke von Robert Johnson – als auch eigene Songs veröffentlichte.

## Preise
Rory Block hat insgesamt vier Handy Awards – je zwei als „Traditional Blues Female Artist of the Year“ (1997, 1998) und in der Kategorie „Acoustic Blues Album of the Year“ (1996, 1999) – gewonnen.

## Sonstiges
Die Privatdetektivin Carlotta Carlyle, Heldin der Kriminalromane von Linda Barnes, ist ein Fan von Rory Block.
Im Jahr 2004 hat die Firma Martin im Rahmen ihrer Signature-Serie eine in Zusammenarbeit mit Rory Block entwickelte Gitarre vorgestellt, die OM-40 Rory Block.

## Diskografie

### Alben
- 1965 How to Play Blues Guitar, Elektra (unter dem Pseudonym „Sunshine Kate“)
- 1975 Rory Block, RCA Victor 0733
- 1976 Rory Block (I’m in Love), Blue Goose Records 2022
- 1977 Intoxication, So Bitter Sweet, Chrysalis 1157
- 1978 How to Play the Blues Guitar, Kicking Mule Records 109 (Wiederveröffentlichung des Elektra-Albums von 1965)
- 1979 You’re the One, Chrysalis 1233
- 1981 High Heeled Blues, Rounder 3061
- 1983 Blue Horizon, Rounder 3073
- 1983 Rhinestones & Steel Strings, Rounder 3085
- 1986 I’ve Got a Rock in My Sock!, Rounder 3097
- 1987 Best Blues and Originals, Rounder 11525
- 1987 House of Hearts, Rounder 3104
- 1991 Mama’s Blues (live), Rounder 3117
- 1992 Ain’t I a Woman, Rounder 3120
- 1994 Angel of Mercy, Rounder 3126
- 1995 When a Woman Gets The Blues, Rounder 3139 (1996 „Acoustic Blues Album of the Year“)
- 1995 Turning Point, Munich 145
- 1996 Tornado, Rounder 3140
- 1997 Gone Woman Blues: The Country Blues Collection, Rounder 11575
- 1997 The Early Tapes 1975–1976, Alcazar
- 1998 Confessions of a Blues Singer, Rounder 3154 (1999 „Acoustic Blues Album of the Year“)
- 2002 I’m Every Woman, Rounder 3174
- 2002 Women In (E)motion (live), Rounder
- 2003 Last Fair Deal, Telarc CD-83593
- 2004 Sisters & Brothers (mit Eric Bibb und Maria Muldaur), Telarc CD-83588
- 2005 From The Dust, Telarc CD-83614
- 2006 The Lady and Mr. Johnson, Rykodisc RCD 10872
- 2008  Blues Walkin' Like a Man: A Tribute to Son House,  Stony Plain
- 2008 Country Blues Guitar: Rare Archival Recording 1963-1971  Stefan Grossman’s Guitar Workshop (mit Stefan Grossman)
- 2011 Shake Em' on Down: A Tribute to Mississippi Fred McDowell, Stony Plain
- 2012 I Belong to the Band: A Tribute to Reverend Gary Davis, Stony Plain
- 2013 Avalon: A Tribute to Mississippi John Hurt, Stony Plain
- 2014 Hard Luck Child: A Tribute to Skip James, Stony Plain[2]

### DVDs
- 2005 Power Of Delta Blues Guitar, The: Volume 1 - Rory Block
- 2005 Rory Block Teaches The Guitar Of Robert Johnson
- 2008 Guitar Artistry Of Rory Block - Country Blues Guitar